# 邓柯乡
邓柯乡（藏語：ཆོས་འཁོར་），是中华人民共和国西藏自治区昌都市江达县下辖的一个乡镇级行政单位。

## 歷史
1950年3月，中国人民解放軍進入康區，6月，解放軍與藏軍在邓柯發生首次戰鬥。邓柯地处甘孜至玉树的交通要道旁，位於昌都东北部约100英里，昌都总管拉鲁在邓柯渡口的哨所设置了一座无线电台。解放军追蹤无线电信號來源，越過金沙江突袭哨所，捣毁了电台。兩週後（7月）穆恰代本率800名康巴民兵（包括300名僧兵）突袭邓柯，解放軍600人陣亡。

## 行政区划
邓柯乡下辖以下地区：
青稞村、沙嘎村、直巴村、色日村、巴龙村和朗吉村。